# Willem-Adriaanpolder
De Willem Adriaanpolder  was een polder en een waterschap in de gemeente Kortgene op Noord-Beveland, in de Nederlandse provincie Zeeland.
In 1749 kreeg Willem Adriaan, graaf van Nassau, Heer van Kortgene (1704-1759) het octrooi voor de bedijking van enkele schorren rond Kortgene. In hetzelfde jaar was de bedijking een feit.
Sedert de oprichting van het afwateringswaterschap Stadspolder c.a. in Noord-Beveland in 1872 was de polder hierbij aangesloten, maar trok zich in 1891 terug.
Op 1 februari 1953 overstroomde de polder. De polder viel op 20 april weer droog. Ook in 1808 was de polder al eens overstroomd.